# Provincia de Ayabaca
La provincia de Ayabaca es una de las ocho provincias que conforman el departamento de Piura en el norte del Perú. Limita por el norte y por el este con Ecuador, por el sur con las provincias de Morropón y Huancabamba, y por el oeste con las provincias de Piura y Sullana.
Ayabaca se ubica, junto con la provincia de Huancabamba, sobre la cadena occidental de los Andes. Su ciudad capital, Ayabaca, es la más alta del departamento de Piura.
Desde el punto de vista de la jerarquía de la Iglesia católica, forma parte de la diócesis de Chulucanas.

## Toponimia
El nombre Ayabaca, también escrito como Ayavaca, proviene del quechua, derivándose de dos raíces: aya, que se relaciona con la muerte, pero también con la inmortalidad; y huaca, que designa a los santuarios y lugares sagrados. En algunas monografías locales se ha limitado este sentido al de 'sepultura o tumba antigua de muertos', vinculando el nombre al hallazgo de osamentas humanas y restos de armas primitivas, cerca de la reducción de indígenas que establecieron los españoles. Llamado Pueblo de Indios de Nuestra Señora del Pilar de Ayavaca o Ayavaca Vieja. Se suponen que las osamentas serían de huestes caídas en feroces combates, como respuesta a la actitud expansionista del Tahuantinsuyo.
Para una comprensión más amplia de la posible etimología de Aya Huaca o Aya Waka, hay que considerar que en quechua, aya es 'difunto' y 'ancestro', no solo en el sentido físico del cadáver o la osamenta, sino también en el sentido simbólico y trascendente del alma que abandona el cuerpo, temporalmente durante el sueño y definitivamente al término de la vida, pero que vuelve a circular en los procesos vitales, como en los ciclos del agua, la luz y las estaciones que se mueven junto con la tierra. 
Aya es otro nombre del espíritu o la energía universal de la Pachamama. Por eso, la palabra quechua aya también designa el color rojo pálido o amarillento del amanecer y del crepúsculo y la palidez de los recién nacidos y los moribundos, mientras que huaca es el nombre de respeto que reciben los lugares y las cosas sagradas.
En ese sentido, el antiguo santuario de Ayahuaca o Ayawaka, ubicado en el extremo occidental de la cordillera de los Andes, en los últimos parajes cordilleranos donde se oculta o «muere» el sol, y al mismo tiempo, en la zona geográfica donde nacen todos los ríos y fuentes de agua de la región, vendría a ser la Morada de los Ancestros o el Santuario de la Muerte. Pero también de la Inmortalidad, del cambio y transformación de la vida.

## Historia
En el gobierno del presidente Ramón Castilla, se promulga la ley del 30 de marzo de 1861, que crea la provincia de Ayabaca con su capital Huancabamba. Mediante ley del 14 de enero de 1865, se separa a la provincia de Huancabamba, quedando Ayabaca como capital provincial.

## Geografía
La provincia tiene una extensión de 5230,68 km².

## Población
La provincia tiene una población aproximada de ciento cuarenta mil habitantes.

## División administrativa
Se divide en diez distritos:
1. Ayabaca
2. Frías
3. Jililí
4. Lagunas
5. Montero
6. Pacaipampa
7. Paimas
8. Sapillica
9. Sícchez
10. Suyo

## Capital
La capital de esta provincia es la ciudad de Ayabaca, su fundación española data de 1571, cuando la población indígena local fue «reducida» o concentrada para formar el pueblo de Nuestra Señora del Pilar de Ayavaca, nombre de la primera santa patrona del lugar. Se encuentra en las serranías piuranas a 2715 m s. n. m., tiene un clima frío y saludable.
Ha sido y será la ciudad de Ayabaca un potencial turístico del norte del Perú por la fiestas religiosas en honor al Señor Cautivo de Ayabaca, celebrada el 13 de octubre de cada año. El día anterior se celebra a la Virgen del Pilar cuya imagen de piedra se encuentra en su templo y es de antigua data.

## Autoridades

### Regionales
- Consejero regional
  - 2019-2022:[4] Rolando Saavedra Flores (Movimiento Independiente Fuerza Regional)

### Municipales
- 2015-2018
  - Alcalde: Baldomero Marchena Tacure, del Movimiento Alternativa de Paz y Desarrollo (APD).
  - Regidores: Óscar Manuel Córdova Caucha (APD), Julio Jaramillo Pardo (APD), Manuel Rodrigo Elera García (APD), Eleazar Peña Abad (APD), Alcira Chinchay Ramírez (APD), Segundo Florencio Calva Calle (APD), Juan Abad Ruiz (APD), Alexander Carhuapoma Calle (Unión Democrática del Norte), Floresmilo Antonio Ríos Rimaycuna (Unión Democrática del Norte), Jony Alberto Samaniego Tocto (Fuerza Regional), Teodoro Páucar Gallego (Fuerza Regional).
- 2011-2014
  - Alcalde: Baldomero Marchena Tacure, del Movimiento Unidad Popular Regional Piura (UPRP).
  - Regidores: Santos Evaristo Castillo Castillo (UPRP), Rony Iván Zegarra Cordova (UPRP), Miguel Herrera Neyra (UPRP), Melqui Othon Santur Rivera (UPRP), Melania Quinde Castillo (UPRP), Edilberto Carmen Quinde (UPRP), Eleazar Peña Abad (UPRP), Vladimir Saguma Acha (Fuerza Regional), Mariano Rivera Mija (Fuerza Regional), Vicente Núñez Salazar (Fuerza Regional), Francisco Ruiz Cruz (Fuerza Regional).[5]

### Policiales
- Comisario: Comandante PNP Luis Criollo Benavides

### Religiosas
- Diócesis de Chulucanas[6]
  - Obispo: Mons. Daniel Thomas Turley Murphy (OSA)[7]

### Salud
- Essalud: Médico cirujano Jeancarlos Espinoza Castro

## Festividades
- 13 de octubre: Señor Cautivo de Ayabaca

La ciudad cuenta con una gran devoción religiosa por su santo patrono: el Señor Cautivo de Ayabaca, también diciéndole Señor Cautivo, representado en la figura de un eccehomo, que parece haberse inspirado, por una parte, en el Cristo de Medinaceli, España, y, por otra parte, en las tradiciones religiosas locales. La festividad del Señor Cautivo, cuyo día central es el 13 de octubre, atrae gran cantidad de fieles, quienes llegan en peregrinación, de diferentes zonas norteñas del Perú e incluso desde el Ecuador. Algunos grupos de peregrinos, que recorren unos 2500 km de distancia y llegan caminando a Ayabaca desde Tacna, en el sur del Perú, convierten a esta peregrinación en la más extensa del continente. Una festividad secundaria del Señor Cautivo se realiza el 1 de enero, con participación de campesinos de la costa que acuden en petición de agua o agradecimiento por las lluvias.
- Nuestra Señora del Pilar

## Arqueología y turismo
En el distrito de Ayabaca, a 43 km al sureste de la ciudad, se encuentra en 4°42′33″S 79°34′30″O / -4.709162, -79.574869 el sitio arqueológico de Aypate, edificación inca ubicada sobre, o frente a un antiguo santuario pre inca que es parte del gran Qhapaq Ñan. En 1996, el Instituto Nacional de Cultura de Piura otorgó a Aypate el reconocimiento de capital arqueológica de Piura. El nombre de Aypate (También Aypache o Allpachí), designa igualmente a un importante personaje que vendría a ser una especie de padre fundador en la historia de esta región. 
La leyenda describe una competencia simbólica que se relaciona con la necesidad humana de comprender y controlar la naturaleza, sin destruirla. Aypate encarna esa aspiración, y su reinado legendario, hasta hoy representa un modelo vigente de paz, justicia y prosperidad. 
En diversos lugares de la provincia se encuentra importantes testimonios de la antigua cultura local, ya sea bajo la forma de petroglifos (El Toldo, Samanga), altares megalíticos (Chocán, Montero), o restos del antiguo camino inca, también conocido como Qhapaq Ñan. 
Ayabaca cuenta además con una multiplicidad de paisajes que incluyen desde zonas de bosque seco hasta las áreas de humedad casi permanente ubicadas en la cordillera, en la región de páramos y lagunas y bosques de neblina que conforman las principales fuentes de agua dulce de todo el departamento de Piura. Las lagunas más conocidas son la laguna Prieta, entre las zonas de Huamba y Samanga, las Arrebiatadas, que son un conjunto de lagunas conectadas entre sí, en niveles descendentes. Otras lagunas menos conocidas, como la laguna del Cristal, la laguna del Cántaro y la laguna de Santa Clara o Siete Poderes, se hallan en la zona de Tapal y en la comunidad de Yanta. Asimismo, en la frontera entre las provincias de Ayabaca y Huancabamba se ubica el gran conjunto de lagunas conocidas localmente como Las Huarinjas o Huaringas, varias de las cuales son compartidas por ambas provincias. Una de ellas es la muy importante Laguna del Rey, o del Rey Inca, posiblemente la más alta de la sierra piurana. Se dice que esta laguna, ubicada en el distrito ayabaquino de Pacaipampa, aporta sus aguas, tanto a la cuenca del Pacífico como a la cuenca del Atlántico.

## Otros datos de relevancia
Diversas empresas de transporte cubren la ruta Piura-Sullana-Ayabaca en un viaje de cinco a seis horas aproximadamente. Por el extremo norte de la provincia, en el distrito de Suyo, cruza el ramal oriental de la Carretera Panamericana que comunica al pueblo de Las Lomas, en Piura, con la ciudad ecuatoriana de Macará, en la provincia de Loja. Gran parte de la superficie territorial de Ayabaca limita con la República del Ecuador.
Ayabaca es considerada como una de las regiones de conservación natural más importantes del norte del Perú. 
Asimismo, la provincia cuenta con importantes yacimientos mineros ubicados en las inmediaciones de los páramos y lagunas. Por ello, su eventual explotación es objeto de controversia, ya que el posible desarrollo de actividades mineras, podría poner en riesgo las fuentes de agua de la región.